# Зарічне (Мелітопольський район)
Зарічне —  селище в Україні, в Мелітопольському районі Запорізької області. Входить до складу Терпіннівської сільської громади. Населення становить 466 осіб.

## Географія

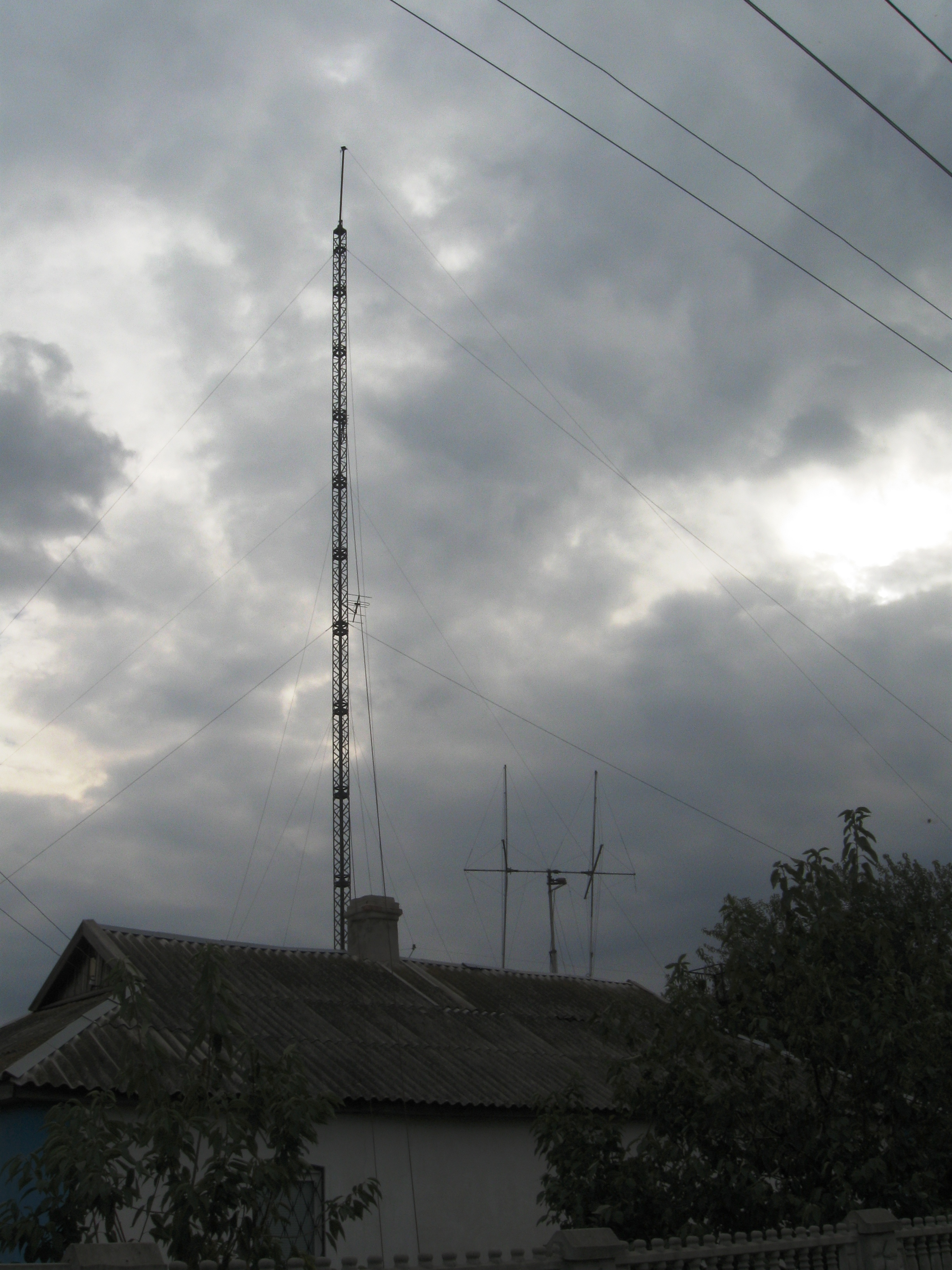
36-метрова військова радіощогла "Унжа" в дворі у сільського радіоаматора.

Селище Зарічне знаходиться на лівому березі річки Юшанли, яка через 1,5 км впадає в річку Молочна, вище за течією на відстані 3 км розташоване село Берегове, на протилежному березі знаходиться село Травневе, на протилежному березі річки Молочна - село Терпіння. Через селище проходить автомобільна дорога Р85.

## Історія

### Сармати
Біля селища були розкопані сарматські поховання. В одній з могил були виявлені останки молодої дівчини-воїна. Поруч з нею лежали бойовий пояс, горит-сагайдак зі стрілами та два наконечники списів. На шиї дівчини були намиста, на руках - браслети-пов'язки зі срібла й бронзи. Вхід в поховальну камеру молодої амазонки був закритий дерев'яним щитом.
В іншому кургані, що знаходиться неподалік, було знайдено поховання ще однієї амазонки, що належить до рубежу нашої ери. Поруч з похованням знову лежали предмети озброєння (меч, спис, стріли) та туалету (кільця, шпильки, дзеркальце, флакони для пахощів).

### Ногайці
У першій половині XIX століття в районі нинішнього Зарічного жили ногайці, десь неподалік розташовувався ногайський аул Аккермень. Після Кримської війни 1853-56 року ногайців звинуватили в симпатіях до Туреччини, і почалася кампанія щодо їх виселення з Російської імперії . Ногайці були змушені за безцінь продати свої землі німецьким колоністам з сусідніх менонітських сіл, та виїхати до Туреччини. А назва Аккермень збереглося за новими німецькими фермами і маєтками, які тепер стали селами Промінівської сільської ради.

### Реймергоф
На території Зарічного знаходилася садиба багатого менонітського землевласника Г.Г. Реймера, що називалася Реймергоф (Hoff по-німецьки двір). Менонітські господарства такого типу в 1880-1890-ті роки представляли собою досить великі капіталістичні сільгосппідприємства, широко застосовували найману працю і різну сільгосптехніку (сівалки, жниварки, сінокосарки, парові молотарки) та поступово витісняли традиційні поміщицькі господарства з ринку виробництва зерна. Наприкінці 1880-х років у своєї садиби Г. Г. Реймер заклав парк площею 7-8 гектарів, що поклав початок теперішньому парку «Еліта».

### Маєток Классена
Наприкінці XIX століття Реймергоф перейшов у власність братів Классен. Стара садиба Г. Г. Реймера в сучасному Зарічному і прилеглій до нього половині землі дісталася Генріху Абрамовичу Классену, а південно-східна частина земельних володінь, сучасне село Лугове - його брату Давиду Абрамовичу. Г. А. Классен побудував у своєму маєтку новий великий будинок і розширив парк до площі 13 га. У Реймергофі він володів тисячею десятин угідь, частина з яких здавав в оренду. Особливу увагу в маєтку приділялася розведенню породистих коней, деякі з яких навіть були куплені для імператорських стаєнь.
Під час громадянської війни сім'я Классена, рятуючись від кількості нападів на багаті хутори, переїхала в Гальбштадт. У 1918 році Классени на короткий час повернулися в свій маєток, коли Україна була окупована австро-німецькою армією, а Реймергоф служив штаб-квартирою 1-го Бамбергерцького уланського полку. Г. А. Классен помер в 1923 році, а його сім'я емігрувала в Канаду та Німеччину.

### Село Зарічне
Згідно сайту Верховної Ради України, нинішнє селище Зарічне був засноване в 1906 році під назвою Аккермень. У радянські роки на території селища діяв радгосп «Аккермень». Книга «Мелітопільщіна в екскурсіях» І. П. Курило-Кримчака (1931 рік) радила заїхати в держплемхоз «Аккермень», щоб побачити корову Мрію, що поставила світовий рекорд по добовому удою молока. Корова, виведена методами племінної селекції, важила 548 кг і давала 61,5 л молока на добу.
На німецькій військовій карті 1943 року нічого крім радгоспу на території селища НЕ позначено. Не згадується Аккермень також і в довіднику з адміністративно-територіального поділу СРСР за 1947 рік .
Свою нинішню назву селище  Зарічне  отримало в 1958 році.

## Населення

### Мова
Розподіл населення за рідною мовою за даними перепису 2001 року:
| Мова              | Кількість | Відсоток |
| ----------------- | --------- | -------- |
| російська         | 280       | 60.09%   |
| українська        | 160       | 34.35%   |
| вірменська        | 5         | 1.07%    |
| кримськотатарська | 3         | 0.64%    |
| білоруська        | 1         | 0.21%    |
| болгарська        | 1         | 0.21%    |
| німецька          | 1         | 0.21%    |
| інші/не вказали   | 15        | 3.22%    |
| Усього            | 466       | 100%     |

## Економіка
- Сирцех «Еліта» (ПП «Маргарян»)

## Об'єкти соціальної сфери
- Початкова школа. Зарічнянська загальноосвітня школа I ступеня розташована за адресою вул. Першотравнева, 47. У школі 3 класи, 12 учнів та 2 співробітники. Мова викладання українська. Директор - Шереметьєва Світлана Анатоліївна.[7]

## Пам'ятки

### Парк «Еліта»
На околиці Зарічного в долині річки Юшанли знаходиться парк «Еліта». Парк був закладений наприкінці 1880-х років Г. Г. Реймером і сильно розширений наприкінці XIX - початку XX століття новим господарем маєтку Г. А. Классеном. У парку зібрано понад 70 сортів дерев та чагарників, багато з яких були дивовижними для цих місць. Насіння та саджанці для парку бралися з Бердянського лісництва і навіть виписувалися з-за кордону. У парку росли платани, каштани, липи, довга алея пірамідальних дубів вела до березового гаю, береги ставка прикрашали групки берез та вільхи. На ставку була човнова станція, а за ставком розташовувалося фамільне кладовище Классенів. До південного краю парку примикали фруктовий сад та город.
У дороги, що з'єднувала Терпіння з менонітськими колоніями, стояв маєток Классена. В плані воно являло собою квадрат, в основі якого перебував панський будинок Классена, схожий на середньовічний німецький замок, а по сторонах квадрата - господарські будівлі: стайня, корівник та свинарник, пташник, комора. При в'їзді в маєток знаходилася будівля школи та старий панський будинок Реймера, колишнього господаря садиби. У центрі двору була пробита артезіанська свердловина, вода якої використовувалася для господарських потреб, а також для наповнення паркового ставка. На іншій стороні дороги розташовувалися гуртожиток і кухня для робітників, тут же знаходилися їхні городи.
В даний час парк «Еліта» оголошений пам'ятником садово-паркового мистецтва. На околиці парку зберігаються залишки зруйнованої садиби барона фон Классена.

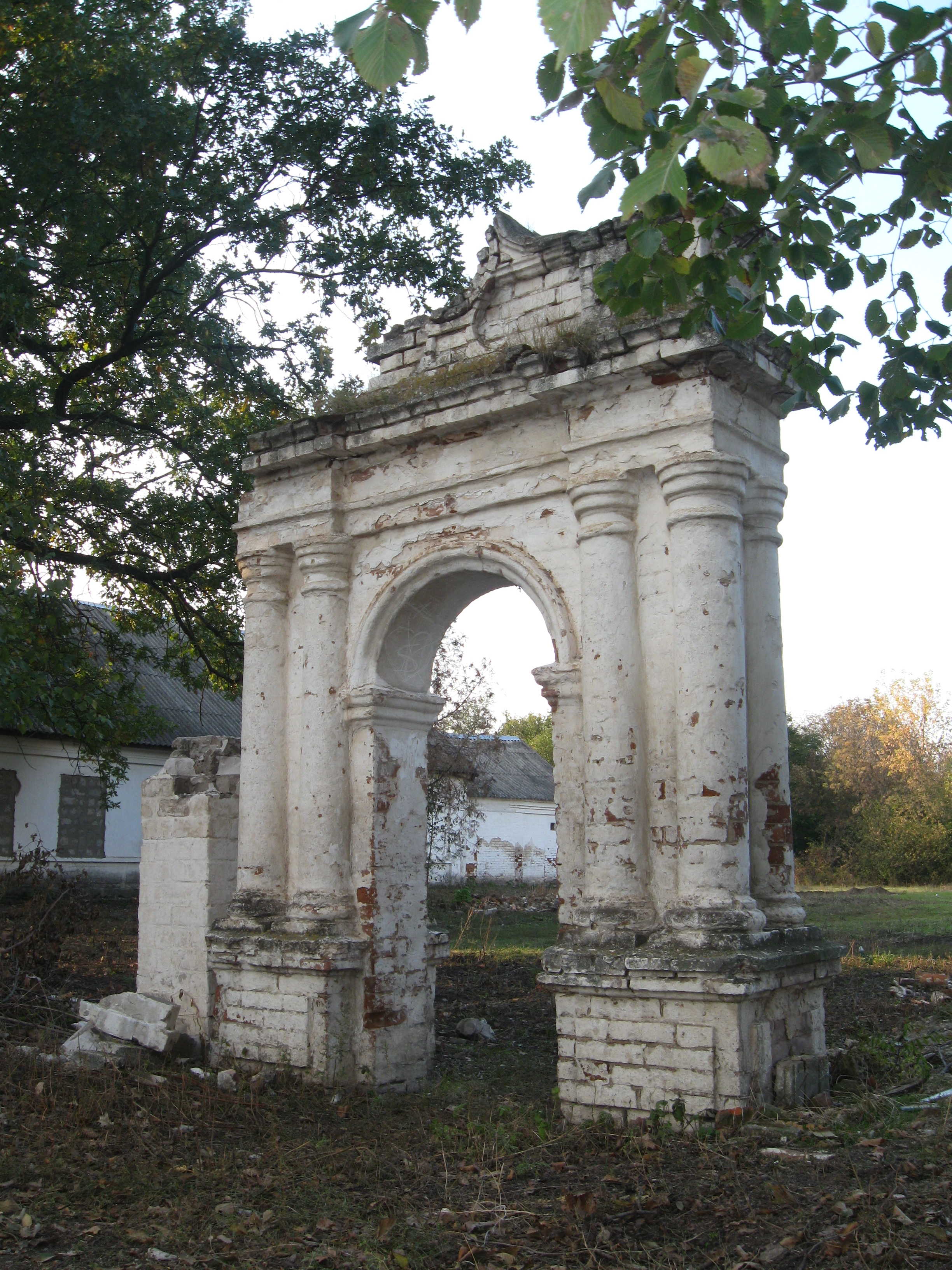
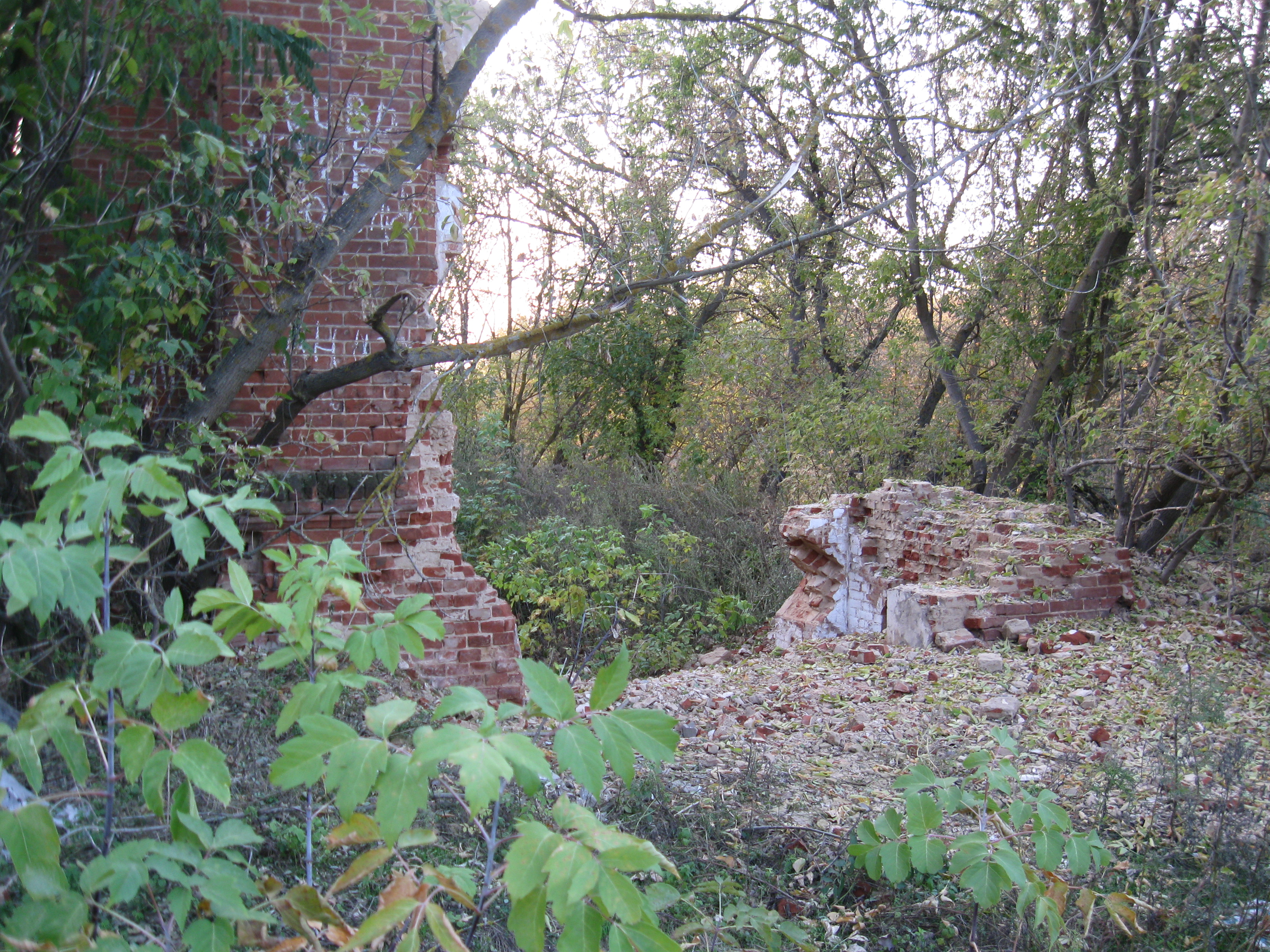
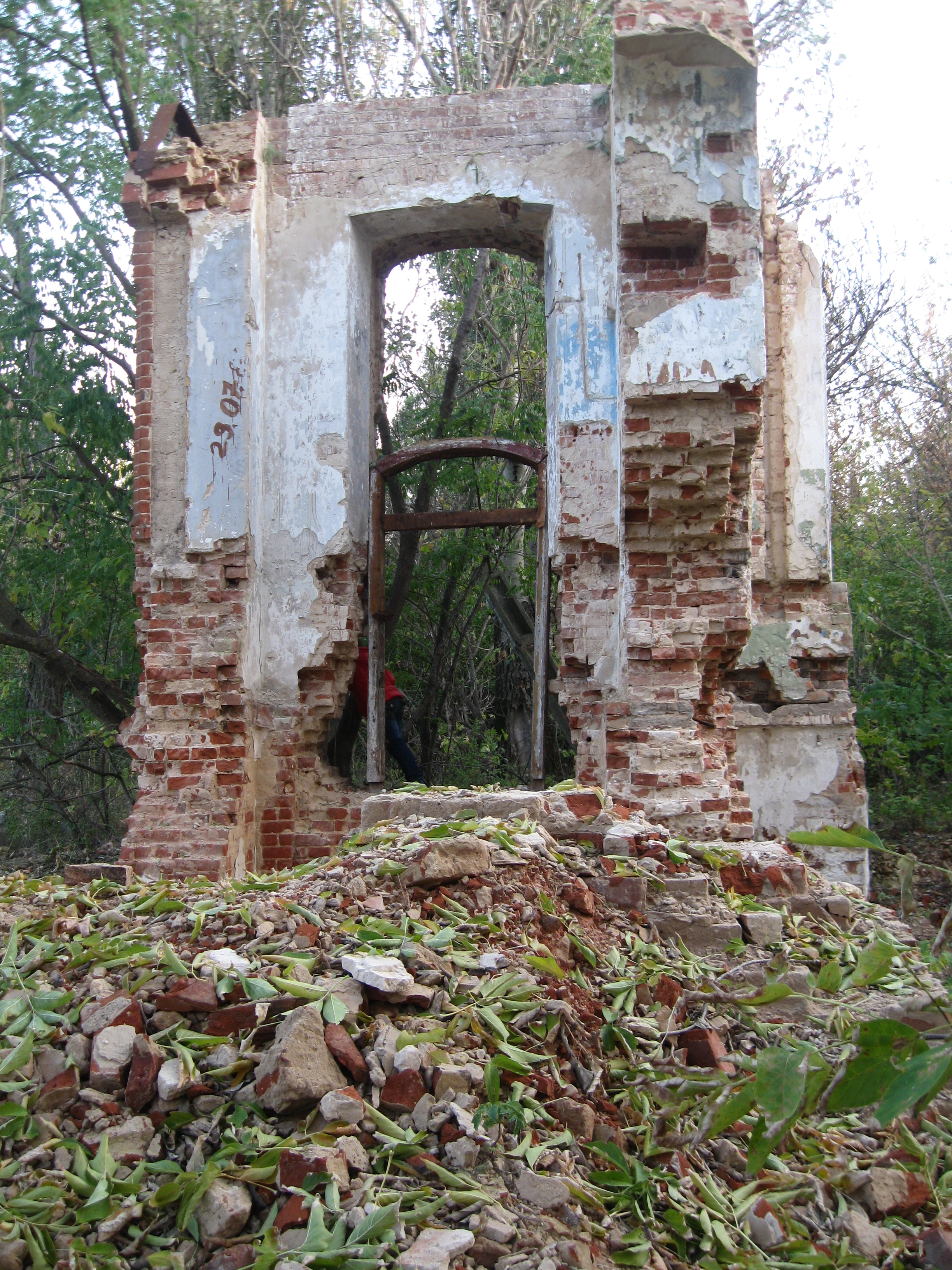
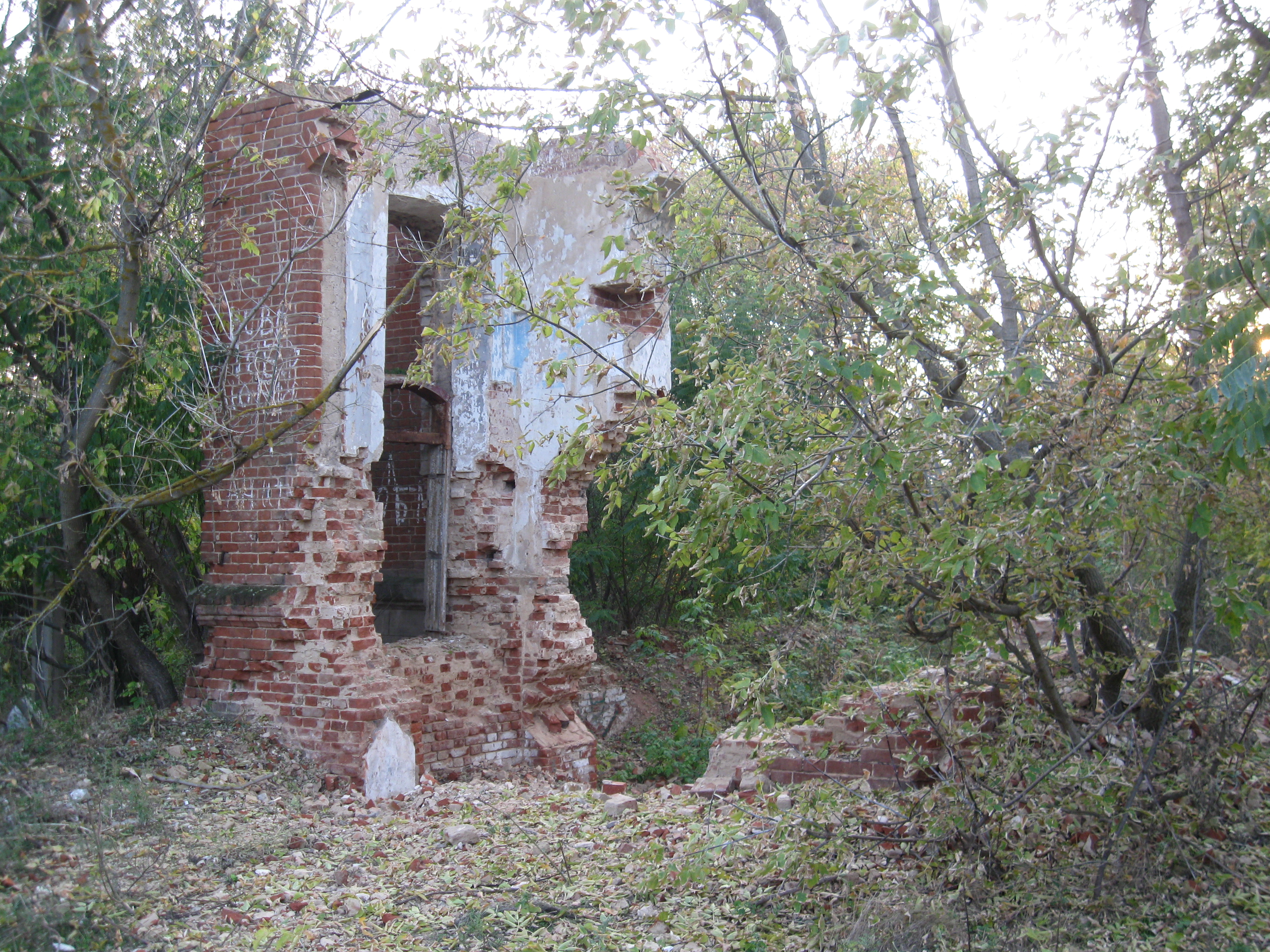
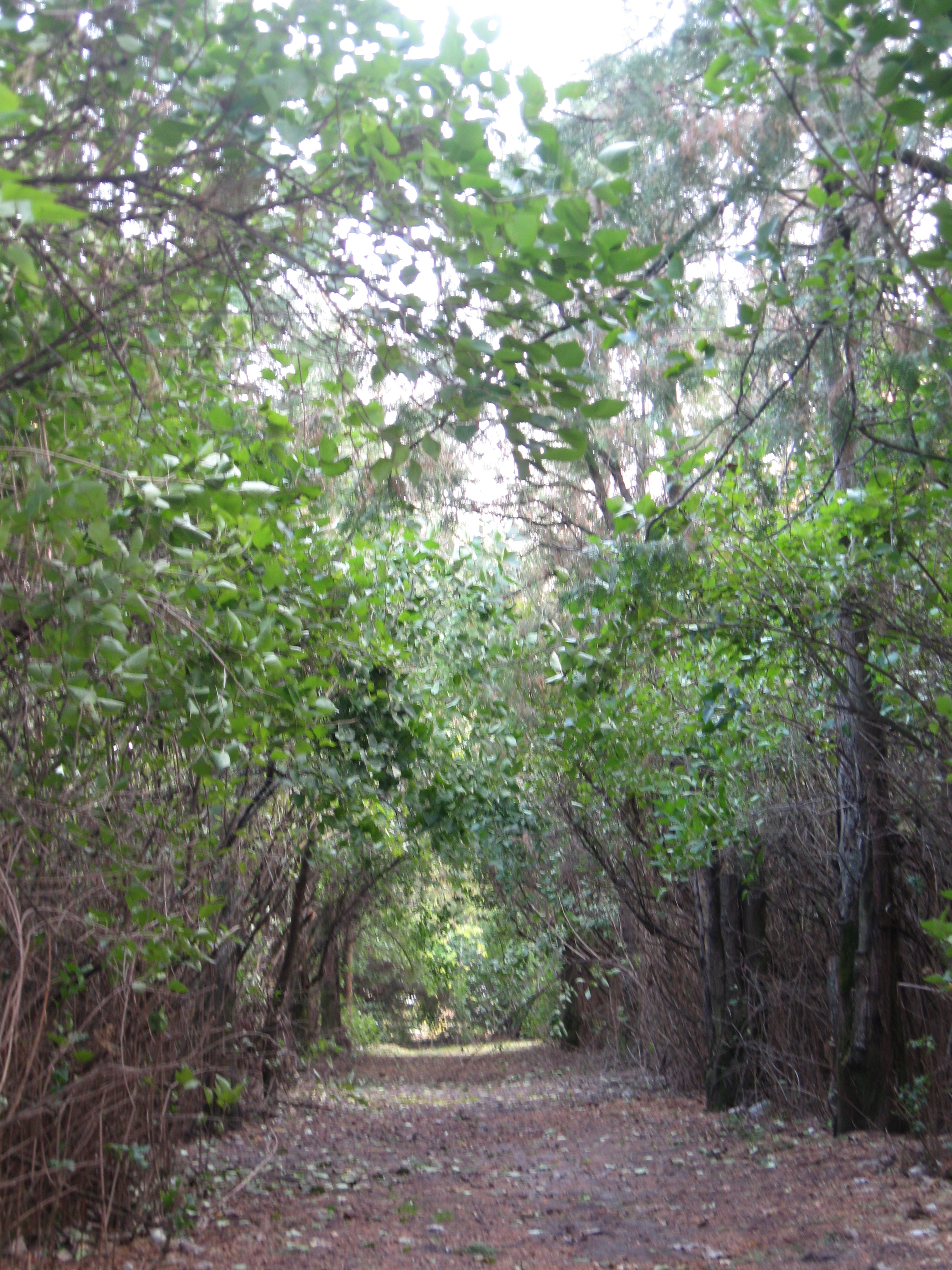